# Forchtenberg
Forchtenberg is een plaats in de Duitse deelstaat Baden-Württemberg, en maakt deel uit van het Hohenlohekreis.
Forchtenberg telt 5.141 inwoners.
Het wapen van Forchtenberg bevat een lintworm.

## Stadsdelen
- Büschelhof
- Ernsbach
- Forchtenberg
- Haberhof
- Hohensall
- Metzdorf
- Muthof
- Orbachshof
- Rauhbusch
- Schießhof
- Schleierhof
- Schwarzenweiler
- Sindringen
- Wohlmuthausen

## Geboren
- Sophie Scholl (1921-1943), studente en verzetsstrijdster

Bretzfeld ·
Dörzbach ·
Forchtenberg ·
Ingelfingen ·
Krautheim ·
Künzelsau ·
Kupferzell ·
Mulfingen ·
Neuenstein ·
Niedernhall ·
Öhringen ·
Pfedelbach ·
Schöntal ·
Waldenburg ·
Weißbach ·
Zweiflingen